# Kamran Shirazi
Kamran Shirazi (Teheran, 21 de novembre de 1952) és un jugador d'escacs que ha representat internacionalment l'Iran, els Estats Units, i França, i que té el títol de Mestre Internacional des de 1978. Es va traslladar als Estats Units a finals de 1970 i ràpidament es va convertir en un dels jugadors més actius al país, i hi va guanyar molts torneigs, inclosos el Southern California Open (cinc cops), el World Open (empat al primer lloc el 1983), el National Open (empatat al primer lloc el 1985), i el Memorial Day Classic (empatat al primer lloc el 1986).
A la llista d'Elo de la FIDE del gener de 2020, hi tenia un Elo de 2342 punts, cosa que en feia el jugador número 133 (en actiu) de França. El seu màxim Elo va ser de 2486 punts, a la llista d'abril de 2002 (posició 717 al rànquing mundial).
|  |

## Resultats destacats en competició
Conegut per practicar obertures estranyes i poc ortodoxes, la seva puntuació Elo va ascendir ràpidament i es va convertir en un dels jugadors de més alt ràting a la Federació d'Escacs dels Estats Units. No obstant això, quan va ser convidat a jugar el Campionat absolut dels Estats Units, el 1984, Shirazi només va aconseguir unes taules en 17 partides, acabant últim. En aquest campionat, Shirazi també va tenir el dubtós honor de perdre la partida més curta en la història del Campionat dels Estats Units: la seva partida amb blanques contra l'MI John Peters, que va seguir:
1.e4 c5 2.b4 cxb4 3.a3 d5 4.exd5 Dxd5 5.axb4?? De5+ 0-1.
Va aparèixer a la pel·lícula Searching for Bobby Fischer, on és presentat com a "Gran Mestre Shirazi" tot i que el seu títol és Mestre Internacional, aconseguit el 1978.
Shirazi, que encara és actiu en torneigs i també ensenya escacs, viu actualment a França, i el 2006 va canviar-se de Federació des de l'estatunidenca a la francesa.

## Partides notables
En aquesta partida, Kamran Shirazi juga molt arriscadament una línia extremadament aguda, que és considerada molt dubtosa per les negres (Les blanques han fet molts dibuixos en aquesta línia), i venç amb ella un ordinador:
Ordinador Fidelity S2 - Shirazi, 1986
1.e4 e5 2.Cc3 Cc6 3.Ac4 Ac5 4.Dg4 Df6?! 5.Cd5! Dxf2+ 6.Rd1 Cf6 7.Dxg7 Cxd5 8.Dxh8+ Af8 9.exd5 Dxg2 10.dxc6 d6 11.cxb7 Ag4+ 12.Re1 De4+ 13.Rf2 Df4+ 14.Cf3 Dxf3+ 15.Rg1 Tb8 16.Dxh7 d5 17.Ab5+ c6 18.Axc6+ Rd8 19.Dh4+ Rc7 20.Df2 Rxc6 21.c3 Ac5 22.d4 exd4 23.cxd4 Dd1+ 24.Rg2 Ah3+ 25.Rxh3 Th8+ 26.Rg3 Tg8+ 27.Ag5 Txg5+ 28.Rf4 Dg4+ 29.Re3 Dxd4+ 30.Re2 Dxf2+ 31.Rd3 Dd4+ 32.Rc2 Tg2+ 33.Rc1 De3+ 34.Rb1 Dd3+ 35.Rc1 Ae3# 0-1
Silman - Shirazi, Lone Pine 1979
1.e4 c5 2.Cf3 Cc6 3.Ab5 Db6 4.Cc3 e6 5.O-O a6 6.Ac4 Da5 7.Te1 b5 8.Ad5 Cge7 9.d3 Dc7 10.Axc6 Cxc6 11.e5 Ab7 12.Af4 f5 13.a4 b4 14.Cb1 Ce7 15.h4 h6 16.Cbd2 g5 17.Cc4 Cg6 18.Ag3 g4 19.h5 gxf3 20.hxg6 Tg8 21.Te3 Txg6 22.Txf3 Axf3 23.Dxf3 Dc6 24.Dh5 Rf7 25.f3 Ae7 26.Rh1 Rg7 27.Ah4 Tg5! 0-1 Si 28.Axg5 hxg5, les blanques resten indefenses davant l'amenaça 29...Th8 atrapant la dama.